# Cleodemus Malchus

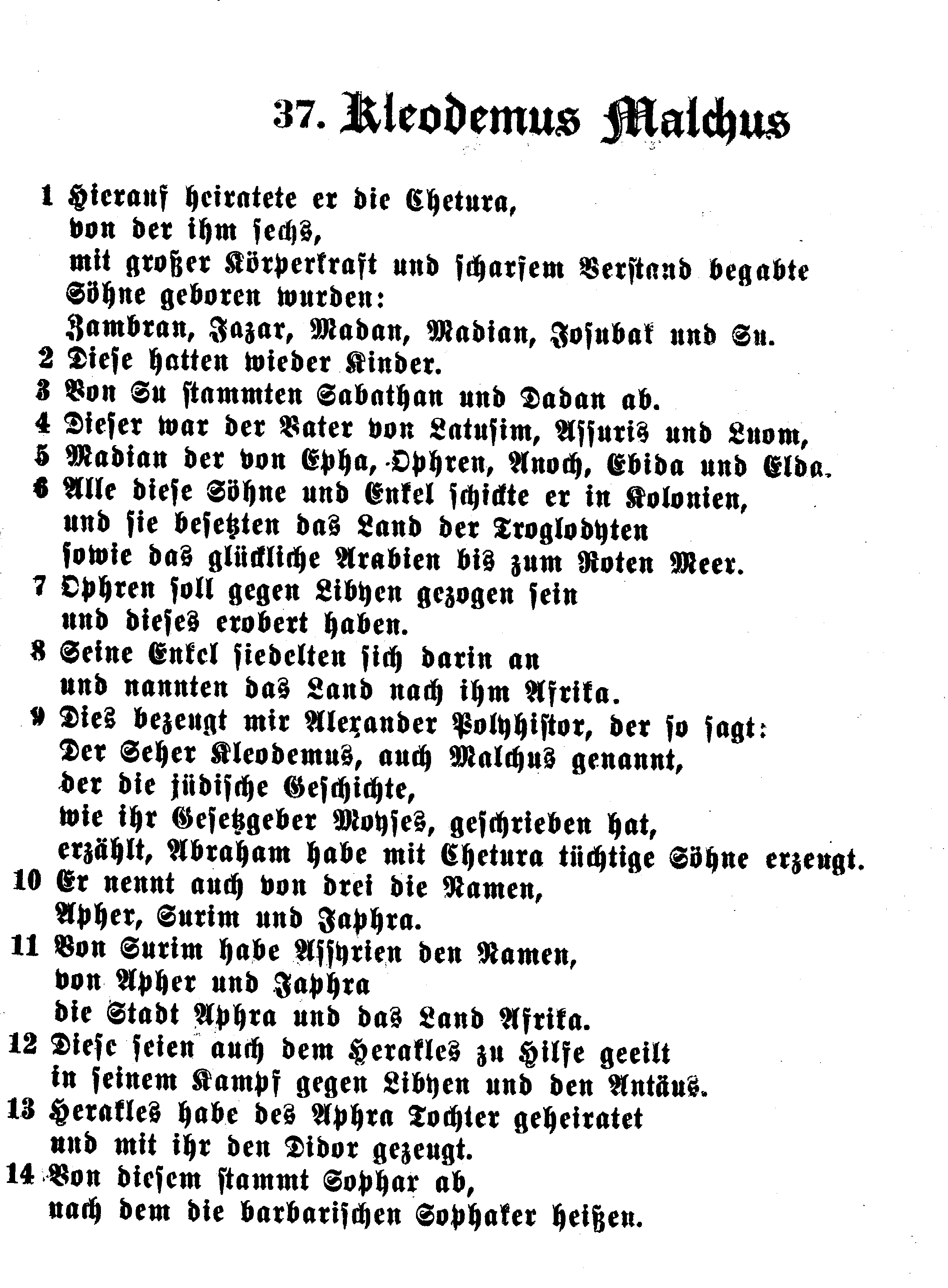
Eintrag zu Cleodemus Malchus in Altjüdisches Schrifttum außerhalb der Bibel von Benno Filser

Cleodemus Malchus (griechisch Κλεόδημος Μάλχος; * 2. Jh. v. Chr.) war ein jüdischer Schriftsteller, von dessen Werk nur ein kleines Fragment erhalten ist. Im Zentrum des erhaltenen Fragments steht die Verbindung der antiken Bewohner Syriens und Nordafrikas mit Abraham, indem er sie als Nachkommen von drei Söhnen identifiziert, die Abraham von Ketura hatte: Apheran (die Stadt Afra), Asoureim (die Assyrer) und Iaphran (Afrika). Das Fragment seines Werkes ist in Flavius Josephus’ Jüdische Altertümer (1,239-241) erhalten, das wiederum Alexander Polyhistor zitiert. Das Interesse des Verfassers an Nordafrika lässt mutmaßen, dass Cleodemus Malchus aus Karthago bzw. der Gegend um Karthago stammt. Sein semitischer Name „Malchus“, der in Phönizien und Syrien sehr gebräuchlich war, aber unter Juden nicht anzutreffen ist, hat Anlass zu Diskussionen über seine Herkunft gegeben. Heinrich Ewald vermutete, dass er Phönizier war; Levi Herzfeld, ein Syrer; Jacob Freudenthal versuchte zu beweisen, dass er ein Samaritaner war; und Emil Schürer meinte, dass er entweder Jude oder Samaritaner gewesen sein muss.

## Fragment
„Kleodemos der Prophet, der auch Malchos heißt, sagt in seiner Geschichtekurs über die Judäer, wie auch Mose berichtete, ihr Gesetzgeber, dass von Katura Abraham eine größere Zahl Kinder hatte. Er sagt auch ihre Namen und nennt drei, Afer, Sur und Jafra. Von Sur seien die Assyrer genannt; von den beiden (anderen) aber, Jafra und Jafer, hätten die Stadt Afra und das Land Afrika ihre Namen bekommen. Diese nämlich seien mit Herakles zu Felde gezogen gegen Libyen und gegen Antaeos, und nach seiner Heirat mit der Tochter des Afran habe Herakles mit ihr einen Sohn bekommen, Didor; dessen Sohn sei Sophon gewesen, nach dem die Barbaren „Sophaken“ hießen.“